# Sint-Theresiakapel (Tegelen)

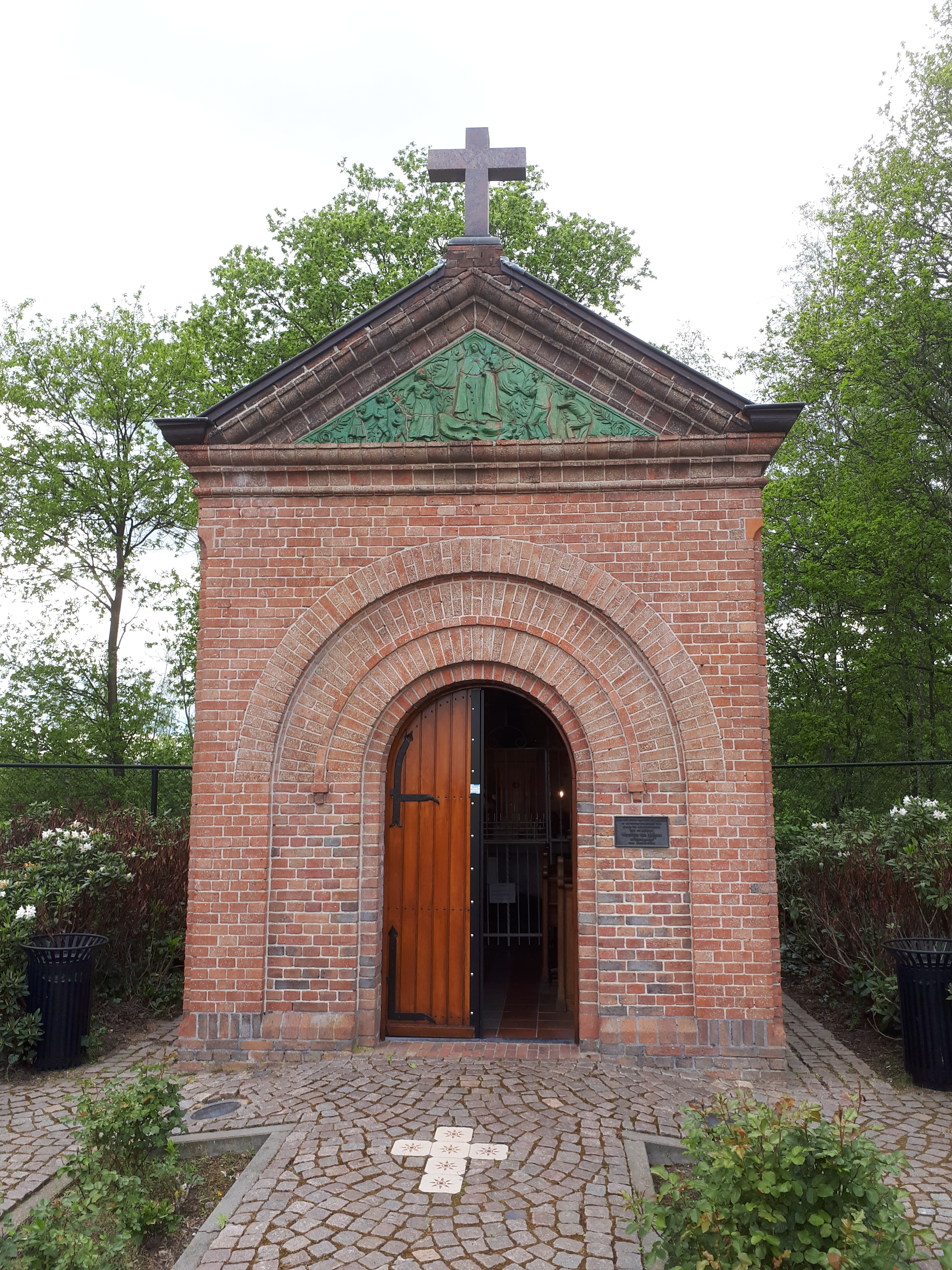
De Sint-Theresiakapel

De Sint-Theresiakapel is een kapel in buurtschap Egypte bij Tegelen in de Nederlandse gemeente Venlo. De kapel staat ten oosten van het dorp aan de straat Klein Zwitserland vlak bij de A74 en niet ver van Speelpark Klein Zwitserland. Op ongeveer een kilometer naar het oosten staat de Abdij Ulingsheide.
De kapel is gewijd aan de heilige Theresia van Lisieux.

## Geschiedenis
In 1926 besloot de directeur van steenfabriek Russel-Tiglia, Alfred Russel, om een kapel te bouwen bij hun kleigroeve in het gebied Egypte. Hij deed dit uit dankbaarheid voor de gelukte maagoperatie van zijn vader en om genezing te vragen voor zijn aan reuma lijdende vrouw. De kapel werd gewijd aan Theresia van Lisieux die niet lang daarvoor heilig was verklaard en de kapel was daarmee in Nederland de eerste kapel die aan Theresia werd opgedragen. De kapel werd al snel door de lokale inwoners veel bezocht en werd toen de kleiputten natuurgebied werden een uitstapje.
Na de Tweede Wereldoorlog had de kapel last van vandalisme wat tot gevolg had dat de kapel in 1964 en in 1975 werden gesloten en men zelfs de kapel wilde gaan slopen. Daar kwam vanuit de bevolking veel bezwaar tegen en er werd een Stichting Kruisen en Kapellen Tegelen opgericht die de kapel wilde behouden en restaureren. In 1985 werd de kapel grootschalig gerestaureerd.
Nadat in 1985 de kapel gerestaureerd was, besloot men om de kapel te vrijwaren van verdere vernielingen en deze te verplaatsen naar de ingang van de speeltuin. Vanuit de speeltuin was er dan toezicht en beheer. Deze verplaatsing benodigde een kraan die 90 ton kon tillen en een truck die het gevaarte op 96 banden verplaatste naar de nieuwe plek enkele honderden meters verder. In 1997 was dit project voltooid en op 30 september 1997, exact 100 jaar na het overlijden van de heilige Theresia, werd de kapel opnieuw ingezegend.
Op woensdag 15 december 2010 werd de 110 ton wegende kapel nogmaals met een kraan en een truck enkele honderden meters verplaatst om plaats te maken voor de aanleg van de A74.

## Gebouw
De bakstenen kapel bestaat uit een rechthoekig schip gedekt door een zadeldak met leien en een halfronde koorsluiting. Boven de achtergevel is op de nok van het dak een dakruiter geplaatst en bovenop de frontgevel staat een stenen kruis. Het schip bestaat uit twee traveeën voorzien van lisenen en een rondboogfries met in iedere travee een rondboogvenster met traliehek. Ook het ronde koor heeft twee van traliewerk voorziene rondbooggevels onder een rondboogfries. De frontgevel is een puntgevel die aan de bovenzijde wordt bekroond door een fronton net daarin een groen van geglazuurde klei gemaakt reliëf van de hand van kunstenaar Frans Tuinstra dat Sint-Theresia toont als patroonheilige van de missie en van het gezin. In de frontgevel bevindt zich de rondboogvormige toegang van de kapel.
Van binnen is de kapel gestuukt en heeft een wit-blauw geschilderd plafond, versierd met rozen en engelen. Voor de grens van het schip naar het koor is er een wit geschilderd smeedijzeren traliehek geplaatst dat versierd is met rozetten. Tegen de achterwand is het altaar geplaatst met daarop op een sokkel het beeld van de heilige Theresia van de hand van Suzanne Nicolas-Nijs. Het beeld is gemaakt van witbakkende klei en is een kopie van het origineel dat destijds door vandalen werd vernield.